# Mistrzostwa Polski w kolarstwie torowym – wyścig eliminacyjny kobiet
Mistrzostwa Polski w kolarstwie torowym w konkurencji wyścig eliminacyjny kobiet odbywają się od 2016. Nie odbyły się w 2021.

## Medaliści
| Rok  | Złoto             | Srebro               | Brąz               |
| 2016 | Natalia Rutkowska | Karolina Karasiewicz | Edyta Jasińska     |
| 2017 | Wiktoria Pikulik  | Nikol Płosaj         | Daria Pikulik      |
| 2018 | Daria Pikulik     | Łucja Pietrzak       | Patrycja Lorkowska |
| 2019 | Daria Pikulik     | Patrycja Lorkowska   | Nikol Płosaj       |
| 2020 | Łucja Pietrzak    | Patrycja Lorkowska   | Marta Jaskulska    |
| 2022 | Daria Pikulik     | Patrycja Lorkowska   | Nikol Plosaj       |
| 2023 | Olga Wankiewicz   | Patrycja Lorkowska   | Oliwia Majewska    |
| 2024 | Tamara Szalińska  | Maja Tracka          | Olga Wankiewicz    |